# 桃井薰
桃井薰（日语：／ Momoi Kaori，1951年4月8日—），東京都世田谷區出身，日本女演員、表演藝術家。曾獲得日本各大電影獎項，被譽為日本國寶級女演員之一。
桃井因參演好萊塢電影《藝伎回憶錄》，於2006年正式加入美國演員工會。2008年，獲日本政府頒發紫綬褒章，以表揚其長年在藝術領域之貢獻。

## 生平
桃井薰自3歲開始學習古典芭蕾，國中時前往英國皇家芭蕾學院留學。桃井薰回憶起這段時期，曾表示「和身邊其他同年級的白人同學相較，感覺自己像隻醜小鴨」。從英國回日本後，就讀女子美術大學附屬高中，並加入東京芭蕾舞團。但畢業的同時，亦退出舞團且不再跳舞，以戲劇為目標，瞞著不同意其演戲的雙親進入日本著名劇團「文學座」附屬研究所，為第11期研究生。
1971年，以市川崑導演的電影《愛ふたたび》出道。同年，擔任田原總一郎執導的《あらかじめ失われた恋人たちよ》女主角。雙親得知桃井薰拍戲後，無法諒解，桃井薰因而離家出走，從羽田到廣島，一邊打工，晚上睡在餐館。4個月後，看見父親在媒體訪問中提及已經原諒自己，於是回家，但仍繼續演員的生活。
1975年，在倉本聰執筆的電視劇《前略母親大人》飾演「岡野海」一角而造成話題；1977年上映的《幸福的黃手絹》片中，桃井薰詮釋出與以往激烈角色的不同面而獲高評價，並獲得第1回日本電影金像獎最佳女配角獎。1979年上映的《不再托腮遐思》為桃井薰初次主演的電影，不僅以片中的表現獲得好評，亦以此片獲得第3回日本電影金像獎最佳女主角獎。
2004年，父親過世，為了轉移注意力的桃井薰決定接受新挑戰，開始參與好萊塢的試鏡。2005年，初次演出好萊塢電影《藝伎回憶錄》，2006年，加入美國演員工會。同年，推出個人初執導電影作《無花果之顏》，並以此片獲得第57屆柏林影展最優秀亞洲電影獎。
2008年，獲日本政府頒發紫綬褒章。其後，活躍的領域包括從事珠寶設計、雜誌創刊等工作。2009年，擔任女子美術大學短期大學部客座教授。

## 家庭
桃井薰的祖母為芭蕾舞者，父親為國際關係學者桃井真，母親為藝術家悅子。桃井薰排行第三，長兄桃井章是編劇，二哥是科學研究者，四弟是銀行員。
父親十分嚴格，在桃井薰6歲時即對她說：「妳已經是小學生了，不能不知世事」，送給桃井薰字典和手錶當作禮物。但父親對於桃井薰吸菸和塗口紅卻十分寬大。桃井曾寫紙條詢問父親，得到的回覆是「妳吸菸之後變得常刷牙。而且塗了口紅又不是會跟我接吻」。
桃井薰進入藝能界的事起初瞞著雙親，但母親某日在美髮屋看到了放在一旁的雜誌。一直以為桃井薰都在跳芭蕾的母親，看見雜誌上《あらかじめ失われた恋人たちよ》裸露的劇照，當場暈倒。

## 轶事
- 其獨特的慵懶說話方式為特點，常是綜藝節目中被模仿的對象。
- 22歲時，在拍攝片場感到腹部疼痛並舉步維艱，但仍步行下山，結果暈倒在山路上。幸而路過的卡車司機發現送醫。經檢查為腎結核，手術摘除一部分的腎臟。
- 因不容易妥協、對工作嚴苛的性格，經常與工作人員和共演者產生摩擦。過去曾表示「我又不是為了讓工作人員喜歡我才演戲的」[1]。
- 結婚前一個星期突然厭煩，取消婚事[3]。其後於2015年1月，與音樂製作人結婚[4]。
- 因肌膚甚佳，常出現在各雜誌和廣告中。
- 著名的吸菸者（一天約100根菸），亦曾為Zippo設計打火機。在禁菸運動舉辦的「希望哪位名人戒菸」榜上連續5年在20名內。
- 曾因在某廣告說出「這世界上笨蛋太多了，都不覺得累嗎？」的台詞而引來觀眾投訴，其後的播出畫面將「笨蛋」替換成「聰明人」（據說廣告商已預先想到會有投訴狀況，而先拍攝了兩個版本[5]）。

## 作品

### 戲劇

#### 電視劇（含SP）
- 花は花よめ 第1、第2系列（1971年8月27日 - 1973年5月4日，日本電視台） - 金太郎
- たった一人の反乱　（1973年6月9日，NHK）
- 追跡（日语：追跡 (テレビドラマ)）（1973年7月31日，關西電視台）第11話
- それぞれの秋（1973年9月6日 - 12月13日，TBS電視台） - スケバン
- 向太陽怒吼（日语：太陽にほえろ!）（日本電視台・東寶）
  - 第60話「新宿に朝は来るけれど」（1973年9月7日） - エミ
  - 第199話「女相続人」（1976年5月7日） - 村井圭子
- 天下堂々（1973年10月5日 - 1974年9月27日，NHK）
- 祇園的姊妹（1974年1月2日，NET・東映） - おもちゃ
- 高校教師（1974年4月2日，4月23日，東京電視台・東寶）第1話、第4話 - エリ
- 傷だらけの天使（1975年1月4日，日本電視台・東寶）第14話 - てるよ
- 必殺必中仕事屋稼業（1975年1月18日，ABC・松竹京都）第3話 - おはつ
- 前程錦繡（1975年10月5日 - 76年10月10日，日本電視台・ユニオン映画） - 美大生
- 痛快!河内山宗俊（日语：痛快!河内山宗俊）（1975年10月6日 - 76年3月29日，東京電視台・勝プロ） - お千代
- 刑事純情派（日语：はぐれ刑事）（1975年10月7日，日本電視台・國際放映）第1話 - 須藤まゆみ
- 前略母親大人（日语：前略おふくろ様）（1975年10月17日 - 76年4月9日，日本電視台・渡辺企画） - 岡野海
- 男たちの旅路（1976年2月28日 - 3月31日・1977年2月5日 - 19日・11月21日 - 12月3日・1979年11月10日，NHK） - 島津悦子
- 再見夏天（1976年4月1日 - 6月24日，讀賣電視台） - 中河マリ子
- さくらの唄（1976年5月19日 - 11月10日，TBS） - 高松加代
- 前略母親大人（日语：前略おふくろ様）第2系列（1976年10月15日 - 77年4月1日，日本電視台・渡辺企画） - 岡野海
- 浮浪雲（日语：浮浪雲）（1978年4月6日 - 9月10日，ANB・石原Promotion） - かめ
- 田舎刑事（日语：田舎刑事）2・旅路の果て（1978年5月20日，ANB・テレパック）
- 有點我行我素（日语：ちょっとマイウェイ）（1979年10月13日 - 1980年3月29日，日本電視台 - 浅井なつみ
- 小兒病棟 ～カネボウHuman SP(1)～（1980年12月3日，日本電視台） - 看護婦
- ダウンタウン物語（1981年1月13日 - 4月21日，日本電視台） - 呼子
- 不說再見即消失!（1981年10月20日，日本電視台）- 中沢みずえ
- 人間万事塞翁丙午（1982年4月28日 - 7月21日，TBS） - かな
- HOME SWEET HOME（日语：ホームスイートホーム）（1982年8月27日 - 11月5日，日本電視台）
- 熱帶夜（1983年9月9日，16日，23日（全3話），富士電視台） - 矢島サチ子
- 送遺書的女人（1983年5月31日，日本電視台） - 崎津涼子
- 妻子們的熱天午後（1984年1月12日 - 2月23日，ANB）
- 名門私立女子高校（日语：名門私立女子高校）（1984年11月2日 - 85年1月25日，日本電視台）
- 風の昭和日記（1985年4月13日 - 1985年5月25日，NHK） - 静子
- 夫婦生活（1985年6月21日 - 8月23日，TBS）
- 女検事・霞夕子系列1 - 10（1985年 - 1993年，日本電視台） - 霞夕子
- 夏樹静子推理劇場 獨自旅行（1986年1月13日，關西電視台）
- 風之昭和日記 第二章（1986年9月6日 - 1986年10月11日，NHK） - 静子
- 女性作家推理劇場「カフェオリエンタル」（1988年，關西電視台・ジーカンパニー）
- 風之昭和日記 第三章（1988年2月6日 - 1988年3月12日，NHK） - 静子
- 殿様ごっこ（1988年10月31日 - 11月18日，NHK）
- 亂步賞作家推理劇場「出差之夜」（1989年，關西電視台）
- 鳥之歌（日语：鳥の歌 (テレビドラマ)）（1989年8月28日 - 9月18日，NHK）
- 夢にみた日々（1989年10月19日 - 12月21日，ANB）
- 老いたる父と（1990年4月11日，日本電視台）
- 火の用心（1990年7月7日 - 9月29日，日本電視台） - 大原かき
- 中央フリーウェイ（1991年5月15日，TBS電視台）
- 旅情推理劇場「ポールニザンを残して」（1991年，關西電視台）
- 不倫防蟲劑的效能（1992年1月10日，富士電視台） - 大牟田スガ子
- コラ!なんばしよっと（1992年6月15日 - 7月8日，NHK） - キク
- コラ!なんばしよっとII（1993年6月14日 - 7月15日，NHK） - キク
- 幸福的條件（1994年5月7日・14日，NHK）
- 古畑任三郎 （1994年6月22日，富士電視台） - 中浦たか子
- 天上之青（日语：天上の青）（1994年12月12日 - 12月15日，NHK BS2） - 波多雪子
- 新・花へんろ（1997年5月14日 - 6月18日，NHK） - 静子
- コラ!なんばしよっと3（1997年10月6日 - 11月6日，NHK）
- 快遞高手（日语：ギフト (テレビドラマ)）（1997年5月7日，富士電視台）第4話 - 橘川梨江
- 夏日幽會（日语：ランデヴー (テレビドラマ)）（1998年7月3日 - 9月11日，TBS） - 工藤真由美
- 女醫（日语：女医 (テレビドラマ)）（1999年7月5日 - 9月13日，讀賣電視台）
- 少年H（日语：少年H）（1999年11月5日.2001年3月23日，富士電視台） - 妹尾敏子
- 夜逃屋本舗SP（1999年12月30日，日本電視台）
- 弁護士迫まり子の遺言作成ファイル3・秘密（2000年12月11日，TBS） - 三枝亜希子
- R-17（日语：R-17）（2001年4月12日 - 6月21日，ANB） - 松崎桜子
- 美麗7人行（日语：ビューティ7）（2001年7月4日 - 9月12日，日本電視台） - 飯島翔子
- 傳說中的夫人（日语：伝説のマダム）（2003年4月14日 - 6月23日，讀賣電視台） - 初島真利
- 感謝這麼多的愛（2006年4月4日，日本電視台） - 先間敏子
- 人妻的遊戲（日语：SCANDAL (テレビドラマ)）（2008年10月19日 - 12月21日，TBS電視台）- 新藤たまき

#### 電影
- 愛ふたたび（1971年）
- あらかじめ失われた恋人たちよ（1971年）
- 赤鳥飛走了？（日语：赤い鳥逃げた?）（1973年）
- エロスは甘き香り（1973年）
- 青春の蹉跌（1974年）
- 暗殺龍馬（日语：竜馬暗殺）（1974年）
- 櫛之火（1975年）
- 非洲之光（1975年）
- 青春的殺人者（1976年）
- 我不是天使（1977年）
- 幸福的黃手絹（1977年）
- 夜崩塌（1978年）
- 男人真命苦23 飛翔的寅次郎（1979年）
- 不再托腮遐思（日语：もう頬づえはつかない）（1979年）
- 神様のくれた赤ん坊（1979年）
- 影武者（1980年）
- 到傍晚前（1980年）
- ええじゃないか 亂世浮生（1981年）
- 青春之門（日语：青春の門）（自立篇）（1982年）
- 疑惑（1982年）
- キッドナップ・ブルース（1982年）
- シングルガール（1983年）
- 主題 (1984年電影)（日语：メイン・テーマ）（1984年）
- 新宿西口巴士縱火事件（日语：新宿西口バス放火事件#手記・映画）（1985年）
- 不要漫畫雜誌！（日语：コミック雑誌なんかいらない!）（1986年）
- キネマの天地（1986年）
- おニャン子ザ・ムービー 危機イッパツ!（1986年）
- 自由な女神たち（1987年）
- ハワイアン・ドリーム（1987年）
- 木村家の人びと（1988年）
- 噛む女（1988年）
- TOMORROW 明日（1988年） - 三浦ツル子
- READY!LADY（1989年）
- ドンマイ（1990年）
- われに撃つ用意あり（1990年）
- 女がいちばん似合う職業（1990年）
- 僕は天使ぢゃないよ（1991年）
- ご挨拶「NOW IT'S THE BEST MOMEN0T IN OUR LIFE!!」（1991年）
- なんかヘン? PART2（1994年）
- 棒の哀しみ（1994年）
- ファザーファッカー（1995年）
- トキワ荘の青春（1996年）
- 夏少女（1996年）
- 燕尾蝶（1996年）
- 東京夜曲（日语：東京夜曲）（1997年）
- ドリーム・スタジアム（1997年）
- バウンス Ko GALS（1997年）
- Radio Time（日语：ラヂオの時間）（1997年）
- てなもんや商社（1998年）
- 東京出現大怪獸（日语：大怪獣東京に現わる）（1998年）
- たどんとちくわ（1998年）
- クロスファイア（2000年）
- 有时跳舞（2000年）
- 宛若阿修羅（日语：阿修羅のごとく）（2003年） - 枡川豊子
- IZO -以蔵-（2004年）
- リバイバル・ブルース（2004年）
- またの日の知華（2005年）
- 藝伎回憶錄（2005年，美國）
- 太陽（2005年、俄羅斯） - 香淳皇后
- 無花果之顏（日语：無花果の顔）（2006年） - 演出、原案、劇本、導演（初執導）
- 武士的一分（2006年） - 波多野以寧
- 日式牛仔一品鍋（2007年）
- 燒肉大戰（日语：The焼肉ムービー プルコギ）（2007年）
- 夢のまにまに（2008年）
- 幸福的黃手絹（2008年）─ 美國重拍版
- 昴（日语：昴 (漫画)#映画）（2009年） - 日比野五十鈴
- USB（日语：USB (映画)）（2009年）
- 雨夜 香港コンフィデンシャル（2010年）
- 光男の栗（2011年）
- ヘルタースケルター（2012年） - 多田寛子
- 日落真相（加拿大2012年，美國、日本2013年）
- 春風捎來的問候（2016年）
- 攻殼機動隊（2017年）

#### 舞臺劇
- 盲導犬（1989年）
- 尾形一成、桃井薰兩人戲劇
- 桃井薰一人戲劇
- 若き日のゴッホ（2003年）

#### 配音
- 第20年的疑惑（朝日電視台）

### 音樂

#### 單曲
1. 六本木心中 / やさしい女（1973年）
2. ついてはいけません / 蜃気楼のように（1977年10月5日）
3. 嫌なこと言われたの / 昔のことなんか（1978年7月5日）
4. ブスの唄（ブルース） / 傷心-こいごころ-（1978年9月25日）
5. お喋りやめて / 夢（1978年9月25日）
6. かげろうの夜-1 / かげろうの夜-2（1978年9月25日）
7. 少女時代 / 街（1978年11月5日）
8. 尻軽女（アバズレ）ブルース / 忘れたいことは（1979年6月25日）
9. バイバイ子守唄（ララバイ） / POKER GAME BLUES（1981年1月5日）
10. メイク23秒 / 東京慕情（1981年8月25日）
11. 口説いてくれて / ○あぬきいじょう物語（1982年1月21日）
12. ねじれたハートで / シングル・ナイト（桃井薰、来生たかお）（1982年7月21日）
13. RENAISSANCE・再生 / You Are My 美人(Shan) Shine（桃井薰、西田敏行）（1984年）
14. 星港（シンガポール）ローズ / きまぐれ（1985年）
15. DAY BY DAY 女・美しく生きて下さい / 友情・美しく生きて下さい（1991年9月24日）
16. 横浜 Lady Blues / ジュリアに傷心（ハートブレイク）（1993年11月21日）
17. 予感 / 恋のバッドチューニング（1994年5月21日）

#### 專輯
1. ONE（1977年10月5日）
2. TWO（1978年7月5日）
3. KAORI MOMOI LIVE -恋・女ひとり-（1978年10月25日）
4. WATASHI（1979年6月25日）
5. しーんと淋しいネ…（1979年10月5日）
6. KAORI MOMOI CONCERT（1979年11月25日）
7. FOUR（1980年11月25日）
8. FIVE（1981年7月5日）
9. おもしろ遊戯（1982年2月25日）
10. SHOW?（1982年11月1日）
11. 愛のエッセイ（1984年10月1日）
12. KAORI SINGS THE LADY（1986年7月）
13. More Standard（1993年10月21日）
14. モダンダード（1994年6月21日）

### 廣告
- 索尼BetamaxVideo
- 山葉發動機速克達（1979年）
- 浅田飴 ハーブキャンディ（1979年）
- 新潮文庫（1980年）
- 資生堂・メイク23秒（1981年）
- エーザイ・チョコラBB　(1991年)
- ネスレ日本
- SK-II (1994年- )
- 日產汽車日產Cefiro（1997 - 1998年）
- モビット - 與竹中直人共演 (2000年-2011年)
- 三貴カメリア（2003年）
- ハウス食品ウコンの力（2006年）
- 象印
  - ZOJIRUSHI INNOVATION（2009年9月 - ）
  - 極め羽釜（2010年） - 與風間杜夫共演
- 麒麟啤酒 ホップの真実（2009年）
- 三得利 ボス贅沢微糖(2010年) -與伊藤淳史共演
- ウィルコム 誰とでも定額(2011年) -與佐佐木希共演

## 獎項
- 日本電影金像獎
  - 主演女優賞（1979年《神様のくれた赤ん坊》、《不再托腮遐思（日语：もう頬づえはつかない）》）
  - 助演女優賞（1978年《幸福的黃手絹》）
- 藍絲帶獎
  - 主演女優賞（1979、1988、1997年）
  - 助演女優賞（1977年）
- 電影旬報獎
  - 主演女優賞（1979、1988、1997年）
  - 助演女優賞（1977年）
- 每日電影獎
  - 女優演技賞（1979年）
  - 女優主演賞（1997年）
- 藝術選獎新人獎（日语：芸術選奨新人賞）
  - 電影部門（1980年）
- 報知電影獎
  - 主演女優賞（1982年《疑惑》）
- 海參崴國際電影節
  - 最優秀導演獎（2007年《無花果之顏（日语：無花果の顔）》）
  - 最優秀主演女優賞（2007年《無花果之顏（日语：無花果の顔）》）
- Flying Film國際女性影展
  - FIPRESCI獎（2007年《無花果之顏（日语：無花果の顔）》）
- 第21回佛立堡國際影展
  - 長篇電影部門特別獎（2007年《無花果之顏（日语：無花果の顔）》）
- 第57屆柏林影展
  - NETPAC（最優秀亞洲電影）獎（2007年《無花果之顏（日语：無花果の顔）》）
- 紫綬褒章（2008年，藝術文化部門）

## 書籍
- しあわせづくり（1981年、角川書店）
- うつむきかげん（1982年、角川書店）
- ひとり身ポッチ（1985年、角川書店）
- 卵を抱えて（1986年、中央公論社）
- まどわく（1993年、讀賣新聞社）
- 賢いオッパイ（1999年、集英社）
- 夢チャンネル（2004年、新潮社）

## 資料來源
1. 1 2 3 4 5 6 7  2008年10月17日TBS電視台《中居正廣の金曜日のスマたちへ》節目。
2. ↑  『わたしの失敗』 産経新聞出版、2006年、188頁、<やらせ>論4 - Docu×Docu ドキュメンタリーという生き方 Archive.today的存檔，存档日期2013-08-06
3. ↑  1997年12月28日富士電視台播出《たけし・さんまの有名人の集まる店》節目的發言。
4. ↑  .   [2015-10-18]. （原始内容存档于2015-10-20）.
5. ↑  マイケル宮内「笑えるけど超ヤバい!テレビ放送事故&ハプニング」（廣済堂出版）。

## 外部連結
- 桃井薰官方網站 （页面存档备份，存于）
- 桃井薰的Instagram帳戶 （日語）
- 桃井薰在互联网电影资料库（IMDb）上的資料（英文）